# Ndeshihafela Larandja
Ndeshihafela Larandja (* 20. Jahrhundert) ist eine namibische Politikerin der Independent Patriots for Change (IPC) und seit dem 21. Januar 2025 Bürgermeisterin der Hauptstadt Windhoek.

## Lebensweg
Larandja hält diverse tertiäre Bildungsabschlüsse, darunter einen Master of Commerce der Midlands State University in Simbabwe, einen MBA der International University of Management (IUM) sowie einen B.Tech, ein nationales Diplom in Wirtschaftswissenschaften und ein Honours Degree in Beschaffungsmanagement der Namibia University of Science and Technology (NUST).
Seit dem Jahr 2020 dient Larandja als Abgeordnete der Windhoeker Stadtverwaltung.
Larandja arbeitete vor ihrer politischen Laufbahn als Buchprüferin beim Auditor-General.